# Euphthiracarus shogranensis
Euphthiracarus shogranensis är en kvalsterart som beskrevs av Hammer 1967. Euphthiracarus shogranensis ingår i släktet Euphthiracarus och familjen Euphthiracaridae. Inga underarter finns listade i Catalogue of Life.